# Llagostera, Mexiko
Llagostera är en ort i Mexiko.   Den ligger i kommunen Hueytamalco och delstaten Puebla, i den sydöstra delen av landet, 200 km öster om huvudstaden Mexico City. Llagostera ligger 641 meter över havet och antalet invånare är 458.
Terrängen runt Llagostera är huvudsakligen kuperad, men åt nordväst är den platt. Runt Llagostera är det ganska tätbefolkat, med 248 invånare per kvadratkilometer. Närmaste större samhälle är Teziutlan, 18,8 km söder om Llagostera. I omgivningarna runt Llagostera växer huvudsakligen savannskog.